# Gedeelde meelbes
De gedeelde meelbes (Sorbus ×thuringiaca) is een plant uit de rozenfamilie (Rosaceae). Het is een kruising tussen de wilde lijsterbes (Sorbus aucuparia) en de meelbes (Sorbus aria). De soort wordt wel geplant als sierboom, vaak in stadsstraten. De maximale hoogte is circa 15 m.
De boom heeft een eivormige, opgaande kroon. Als de boom ouder wordt, gaat deze meer overhangen. De schors is dofgrijs en heeft ondiepe groeven. De twijgen zijn roze-grijs met een paarsachtige top. Hieraan zitten donkerroodbruine knoppen van circa 8 mm lang.
De bladeren zijn langwerpig en hebben een formaat van ongeveer 11 × 7 cm. Ze bestaan uit één tot vier paar getande deelbladeren, die naar de top van het blad afnemend gelobd en afnemend in grootte zijn. Ze hebben stevige, rode bladstelen van 2 cm lang. De bovenzijde van het blad is donker grijsgroen, de onderzijde is wit viltig.
De bloemen zijn wit en ongeveer 1 cm in doorsnede. Ze vormen een behaarde bloeiwijze van 6-10 cm in doorsnede.
De vruchten zijn helderrood van kleur en staan in hoofdjes van tien tot vijftien stuks.